# Bobby Hull
Robert Marvin Hull, detto Bobby (Pointe Anne, 3 gennaio 1939 – Wheaton, 30 gennaio 2023), è stato un hockeista su ghiaccio e allenatore di hockey su ghiaccio canadese.

## Biografia
È fratello di Dennis Hull e padre di Brett Hull.
Nel corso della sua carriera ha giocato con St. Catharines Teepees (1954-1957), Chicago Black Hawks (1957-1972), Winnipeg Jets (1972-1980) e Hartford Whalers (1979/80).
Nella sua attività è stato insignito di numerosi premi; ha infatti ottenuto tre volte l'Art Ross Trophy (1960, 1962, 1966), due volte l'Hart Memorial Trophy (1965, 1966), il Lester Patrick Trophy (1969)
Da allenatore ha guidato i Winnipeg Jets per due stagioni e mezzo, dal 1972 al 1975.
Nel 1983 è stato inserito nella Hockey Hall of Fame.